# Сарнівка (Луцький район)
Са́рнівка — село в Україні, у Торчинській селищній громаді Луцького району Волинської області. Населення становить 350 осіб.
Стара назва: Литва. Нова ж назва Сарнівка була прийнята за радянських часів. Сарнівка — тому що село знаходиться біля річки Сарна.

## Історія
У 2015-2020 рр. в складі Смолигівської сільської територіальної громади.

## Населення
Згідно з переписом УРСР 1989 року чисельність наявного населення села становила 398 осіб, з яких 185 чоловіків та 213 жінок.
За переписом населення України 2001 року в селі мешкало 348 осіб.

### Мова
Розподіл населення за рідною мовою за даними перепису 2001 року:
| Мова       | Відсоток |
| ---------- | -------- |
| українська | 99,71 %  |
| російська  | 0,29 %   |

## Пам'ятки археології
У північній частині села, на першій надзаплавній терасі безіменного струмка — багатошарове поселення тшинецько-комарівської культури, ранньослов'янського часу та давньоруського періоду ХІІ–ХІІІ ст.